# Brienomyrus longianalis
Brienomyrus longianalis és una espècie de peix africà del gènere Brienomyrus en la família Mormyridae que pertany al grup dels denominats «lluços del riu Nil». Està present en diverses conques hidrogràfiques del centre i oest d'Àfrica, encara que existeix poca informació de la seva distribució geogràfica explícita. És nativa de Camerun, Nigèria, Guinea i Sierra Leone.
Pot aconseguir una grandària aproximada de 16,0 cm. És molt semblant a Brienomyrus brachyistius, però es distingeixen per la mida de l'aleta anal i pel peduncle caudal inferior.

## Estat de conservació
Respecte a l'estat de conservació es pot indicar que d'acord amb la UICN aquesta espècie es pot catalogar en la categoria de «risc mínim (LC o LR/lc)». Aquesta espècie té una àmplia distribució. A part del delta del Níger, on l'espècie està amenaçada a causa de l'explotació de petroli, en tots els altres llocs no hi ha grans amenaces generalitzades conegudes.

## Refències
1. ↑  Bigorne, R.. «Mormyridae». A: C. Lévêque, D. Paugy y G.G. Teugels. Faune des poissons d'eaux saumâtres d'Afrique de l'Ouest. tome 1. (en francès).  París: Faune Trop. 28. Musée Royal de l'Afrique Centrale, Tervuren, and ORSTOM, 1990, p. 122-184.
2. 1 2  Llista Vermella de la UICN
3. ↑  Stiassny, Melanie L. J.; Teugels, Guy G.; Hopkins, Carl. Poissons d'eaux douces et saumâtres de basse Guinée, ouest de l'Afrique centrale (en francès). 1-42.  IRD Editions, 2008, p. 799. ISBN 978-27-0991-620-2.
4. ↑  Boulenger, G. A. «On the fishes collected by Dr. W. J. Ansorge in the Niger Delta» (en anglès). Proceedings of the General Meetings for Scientific Business of the Zoological Society of London, 1, 1901, pàg. 4–10, Pls. 2–4. Arxivat de l'original el 2014-03-23 [Consulta: 13 juny 2015].